# Kondrac
Kondrac är en ort i Tjeckien.   Den ligger i regionen Mellersta Böhmen, i den centrala delen av landet, 60 km sydost om huvudstaden Prag. Kondrac ligger 419 meter över havet och antalet invånare är 460.
Terrängen runt Kondrac är platt åt nordväst, men åt sydost är den kuperad. Runt Kondrac är det ganska glesbefolkat, med 31 invånare per kvadratkilometer. Närmaste större samhälle är Vlašim, 4,5 km norr om Kondrac. Omgivningarna runt Kondrac är en mosaik av jordbruksmark och naturlig växtlighet.